# Rhynchopus
Rhynchopus é um género de protistas escavados flageladoss da classe Diplonemea. Têm normalmente flagelos de diferentes comprimentos e uma única abertura subapical com as aberturas da bolsa flagelar e do aparelho alimentar adjacente fundidos numa única estrutura. Quando o alimento é escasso, são produzidas células flageladas móveis, sugerindo a presença de uma fase dispersiva totalmente flagelada no seu ciclo de vida, que serve para distinguir os géneros Rhynchopus e Diplonema. A maioria das espécies são de vida livre, outras são simbiontes e R. coscinodiscivorus é um parasita intracelular de diatomáceas.

## Espécie
A espécie-tipo é R. amitus, que foi descrita no plâncton do Mar Báltico. Possui um corpo piriforme alongado, geralmente mais côncavo num dos lados. Um disco separa a bolsa de ingestão do aparelho flagelar e uma bolsa de dois flagelos à medida que estes emergem da célula. Foi encontrado a alimentar-se do citoplasma de diatomáceas planctónicas e das guelras de caranguejos e lagostas. Além dos estádios da fase móvel flagelada, produz também um quisto.
R. euleeides é um flagelado marinho de vida livre. No estádio trófico as células são predominantemente elípticas e achatadas lateralmente, mas mudam frequentemente de forma. Planar é a forma mais comum de locomoção. Os dois flagelos, normalmente escondidos na bolsa subapical, são curtos e de comprimento desigual e possuem axonemas convencionais, mas parecem não ter barras paraxonemais. As células nadadoras, que só se observam ocasionalmente, são mais pequenas e possuem dois flagelos conspícuos, com mais do dobro do comprimento do corpo. 